# Campionato nordamericano maschile di pallavolo 1981
Il VII campionato nordamericano maschile di pallavolo si è svolto dal 4 al 10 luglio 1981 a Città del Messico, in Messico. Al torneo hanno partecipato 10 squadre nazionali nordamericane e la vittoria finale è andata per la sesta volta, la quarta consecutiva, a Cuba.

## Gironi
| Girone A                                      | Girone B                                             |
| --------------------------------------------- | ---------------------------------------------------- |
| Antille Olandesi Canada Cuba Haiti Porto Rico | Guatemala Messico Panama Rep. Dominicana Stati Uniti |

## Fase finale

### Finali 1º e 3º posto
|  | Semifinali  | Semifinali  | Semifinali  |             |      | Finale 1º/2º posto | Finale 1º/2º posto | Finale 1º/2º posto |  |
|  |             |             |             |             |      |                    |                    |                    |  |
|  | Stati Uniti | Stati Uniti | 3           |             |      |                    |                    |                    |  |
|  | Stati Uniti | Stati Uniti | 3           |             |      |                    |                    |                    |  |
|  | Canada      | Canada      | 2           |             |      |                    |                    |                    |  |
|  | Canada      | Canada      | 2           |             | Cuba | Cuba               | 3                  |                    |  |
|  |             |             |             |             | Cuba | Cuba               | 3                  |                    |  |
|  |             |             | Stati Uniti | Stati Uniti | 2    |                    |                    |                    |  |
|  | Cuba        | Cuba        | Stati Uniti | Stati Uniti | 2    | 3                  |                    |                    |  |
|  | Cuba        | Cuba        |             |             |      | 3                  |                    |                    |  |
|  | Messico     | Messico     | ?           |             |      | Finale 3º/4º posto | Finale 3º/4º posto | Finale 3º/4º posto |  |
|  | Messico     | Messico     | ?           |             |      |                    |                    |                    |  |
|  |             |             |             |             |      |                    |                    |                    |  |
|  |             |             |             |             |      | Canada             | Canada             | 3                  |  |
|  |             |             |             |             |      | Canada             | Canada             | 3                  |  |
|  |             |             |             |             |      | Messico            | Messico            | 1                  |  |

### Finali 5º e 7º posto
|  | Semifinali       | Semifinali       | Semifinali      |                 |            | Finale 5º/6º posto | Finale 5º/6º posto | Finale 5º/6º posto |  |
|  |                  |                  |                 |                 |            |                    |                    |                    |  |
|  | Rep. Dominicana  | Rep. Dominicana  | 3               |                 |            |                    |                    |                    |  |
|  | Rep. Dominicana  | Rep. Dominicana  | 3               |                 |            |                    |                    |                    |  |
|  | Antille Olandesi | Antille Olandesi | ?               |                 |            |                    |                    |                    |  |
|  | Antille Olandesi | Antille Olandesi | ?               |                 | Porto Rico | Porto Rico         | 3                  |                    |  |
|  |                  |                  |                 |                 | Porto Rico | Porto Rico         | 3                  |                    |  |
|  |                  |                  | Rep. Dominicana | Rep. Dominicana | ?          |                    |                    |                    |  |
|  | Porto Rico       | Porto Rico       | Rep. Dominicana | Rep. Dominicana | ?          | 3                  |                    |                    |  |
|  | Porto Rico       | Porto Rico       |                 |                 |            | 3                  |                    |                    |  |
|  | Guatemala        | Guatemala        | ?               |                 |            | Finale 7º/8º posto | Finale 7º/8º posto | Finale 7º/8º posto |  |
|  | Guatemala        | Guatemala        | ?               |                 |            |                    |                    |                    |  |
|  |                  |                  |                 |                 |            |                    |                    |                    |  |
|  |                  |                  |                 |                 |            | Antille Olandesi   | Antille Olandesi   | 3                  |  |
|  |                  |                  |                 |                 |            | Antille Olandesi   | Antille Olandesi   | 3                  |  |
|  |                  |                  |                 |                 |            | Guatemala          | Guatemala          | ?                  |  |

## Classifica finale
| Classifica | Squadre          | Qualificazione       |
| ---------- | ---------------- | -------------------- |
|            | Cuba             | Coppa del Mondo 1985 |
|            | Stati Uniti      |                      |
|            | Canada           |                      |
| 4          | Messico          |                      |
| 5          | Porto Rico       |                      |
| 6          | Rep. Dominicana  |                      |
| 7          | Antille Olandesi |                      |
| 8          | Guatemala        |                      |
| 9          | Panama           |                      |
| 9          | Haiti            |                      |